# 1447 Utra
Utra (asteróide 1447) é um asteróide da cintura principal, a 2,4320697 UA. Possui uma excentricidade de 0,040513 e um período orbital de 1 474 dias (4,04 anos).
Utra tem uma velocidade orbital média de 18,70786776 km/s e uma inclinação de 4,79003º.
Esse asteróide foi descoberto em 26 de Janeiro de 1938 por Yrjö Väisälä.